# Jocs Olímpics d'Estiu de 1900
Els Jocs Olímpics d'Estiu de 1900, oficialment Jocs de la II Olimpíada, es van celebrar a la ciutat de París (França) entre el 14 de maig i el 28 d'octubre de 1900. Hi van participar 997 atletes, entre ells la presència per primer cop al moviment olímpic de 19 dones, de 24 països. Els Jocs formaren part del programa de l'Exposició Universal que tingué lloc a París aquell mateix any i per aquest motiu les proves esportives es distribuïren durant cinc mesos.

## Antecedents
L'elecció de París pel Jocs Olímpics de l'any 1900 es decidí en el punt 13 de la declaració de restabliment dels Jocs Olímpics el 23 de juny de 1894 amb motiu del primer congrés olímpic. La idea del Baró de Coubertin era que aquests fossin els primers Jocs, però finalment es decidí avançar-los quatre anys amb els Jocs d'Atenes 1896. Posteriorment, els grecs pressionaren perquè el seu país fos seu fixa dels jocs (com a l'antiguitat) però la decisió inicial es mantingué i París acollí la segona edició dels Jocs Olímpics.

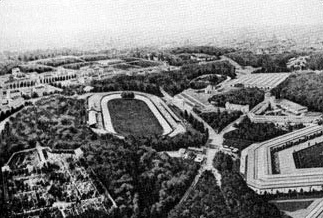
Velodrome de Vincennes

En un principi es pensà que fer coincidir els Jocs amb l'Exposició Universal seria bo pels primers, ja que es podria beneficiar de l'ajuda institucional rebuda per l'Exposició. Al final, aquesta coincidència quasi acaba amb el moviment olímpic. Les divergències entre el Baró de Coubertin, que era també secretari general de la Union des Sociétés Françaises de Sports Athlétiques (USFSA) i els organitzadors de l'Exposició, encapçalats pel vescomte Charles de La Rochefoucauld, acabaren amb la cessió del control per part del Comitè Olímpic Internacional cap a l'Exposició.
Entre maig i octubre de 1900, el nou comitè organitzador va incloure un enorme nombre d'activitats esportives, al llarg de l'exposició. Les proves rarament usaren el mot olímpic. De fet, et terme Jocs Olímpics fou substituït pel de "Concurs Internacional d'exercicis físics i d'esports". La premsa en parlà de diverses formes, parlant de "Campionats Internacionals", "Jocs Internacionals", "Campionats de París", "Campionats del Món" o "Gran Premi de l'Exposició de París". Entre les proves inusuals que es disputaren per primer i darrer cop es pot citar: salt de longitud i d'alçada a cavall, cursa de natació amb obstacles, partit de dos dies de criquet o tir a l'ocell.
De Coubertin comentà més tard als seus amics: "És un miracle que el Moviment Olímpic sobrevisqués a aquella celebració".

## Comitès participants

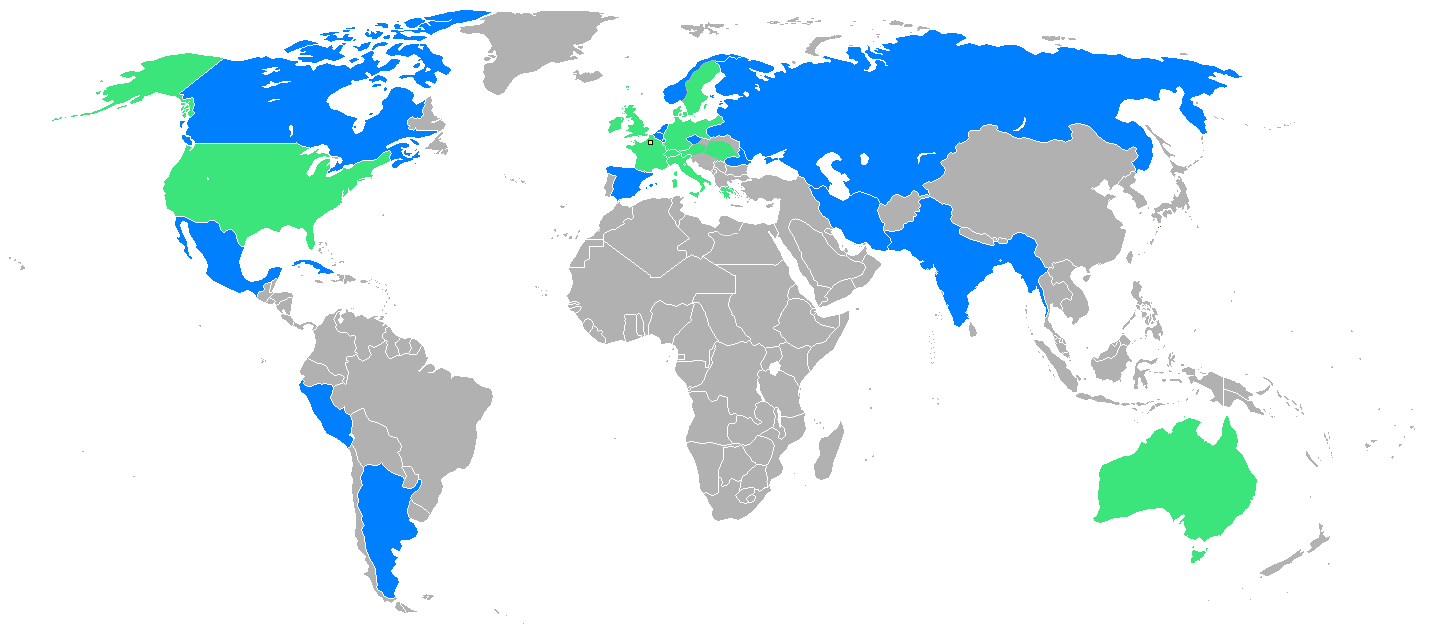
Països participants

Participaren un total de 997 esportistes, 975 homes i 22 dones, de 24 comitès nacionals. Participaren per primera vegada Argentina, Bèlgica, Bohèmia, Canadà, Cuba, Espanya, Haití, Imperi Rus, Índia, Luxemburg, Noruega, Mèxic, Països Baixos, Pèrsia i Romania.
| - Imperi Alemany (76) - Argentina (1) - Austràlia (3) - Àustria (15) - Bèlgica (63) - Bohèmia (7) - Canadà (4) - Cuba (1) | - Dinamarca (13) - Espanya (9) - Estats Units (76) - França (720) - Grècia (3) - Hongria (17) - Índia (1) - Itàlia (24) | - Mèxic (3) - Noruega (7) - Països Baixos (35) - Regne Unit (107) - Romania (1) - Rússia (4) - Suècia (10) - Suïssa (18) |

Algunes fonts també enumeren atletes procedents d'aquestes 4 països com a participants en aquests Jocs:
- Brasil (1)[3]
- Haití (2)[3]
- Pèrsia (1)[3]
- Luxemburg (1)[4][3]
- Perú (1)[5][3]

## Esports disputats
Un total de 20 esports formaren part del programa dels Jocs Olímpics de 1900. La lluita i l'halterofília desapareixeren del programa, però 13 nous esports en formaren part.

## Seus
- 7è arrondissement de París - Hípica
- Bois de Boulogne - Croquet i Joc d'estirar la corda
- Bois de Vincennes - Tir amb arc
- Boulogne-Billancourt - Tir olímpic
- Compiègne - Golf
- Croix-Catelan Stadium - Atletisme
- Le Havre - Vela
- Meulan-en-Yvelines - Vela
- Neuilly-sur-Seine - Pilota basca
- Puteaux - Tennis
- Satory - Tir olímpic
- Riu Sena - Rem, Natació i Waterpolo
- Jardí de les Teuleries - Esgrima
- Velòdrom de Vincennes - Criquet, Ciclisme, Futbol, Gimnàstica i Rugbi

## Resum esportiu

### Atletisme

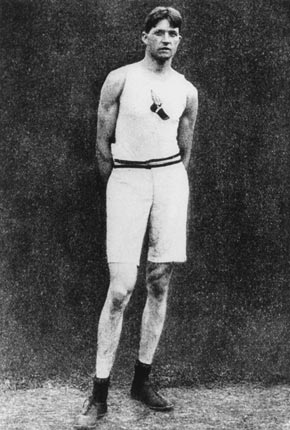
Ray Ewry, el rei del salt aturat

La competició d'atletisme es disputà a la seu del Racing Club de France al Croix-Catelan al Bois de Boulogne. No existia una pista d'atletisme i les curses van tenir lloc en terrenys d'herba no gaire anivellats. Van participar entre 150 i 200 atletes d'arreu del món.
Es disputaren set proves disputades sobre 400 metres o menys. De les 21 medalles possibles els americans s'emportaren 13. El nord-americà Alvin Kraenzlein guanyà quatre medalles d'or en proves de velocitat, 60m, 110m tanques, 200m tanques i salt llarg. Aquest rècord encara no ha estat superat en l'atletisme olímpic. La mitja i llarga distància fou dominada pels atletes britànics. Només George Orton, del Canadà, trencà el domini d'aquests.

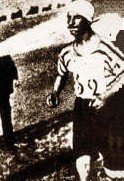
Michel Théato guanyador de la marató

La marató començà i acabà al Bois de Bolougne. Com que no va estar suficientment senyalitzada, va provocar que alguns atletes es perdessin o distraguessin. L'americà Arthur Newton acabà cinquè però afirmà un cop finalitzà que no havia estat avançat per cap atleta. Un altre nord-americà reclamà que fou atropellat per un ciclista, fet que li impedí seguir als primers. Finalment la glòria fou per al francès Michel Theato, que més tard es descobriria que tenia nacionalitat luxemburguesa.
Els concursos foren també dominats pels americans. Només l'hongarès Rudolf Bauer trencà el domini d'aquests. Per damnunt de tots destacaren Ray Ewry i Irving Baxter. Ray C. Ewry guanyà tres medalles d'or en les proves de salt de longitud, salt d'altura i triple salt sense cursa. Aquestes proves actualment no formen part del programa olímpic.

### Ciclisme
Les proves ciclistes es van disputar al velòdrom de Vincennes, construït especialment per l'ocasió. El ciclisme era un dels esports més populars a l'època a París, on existia premsa especialitzada com Le Vélo o L'Auto-Vélo. Els ciclistes francesos guanyaren cinc de les sis proves disputades. A més es disputaren moltes proves no oficials, tant per amateurs com per a professionals.

### Criquet

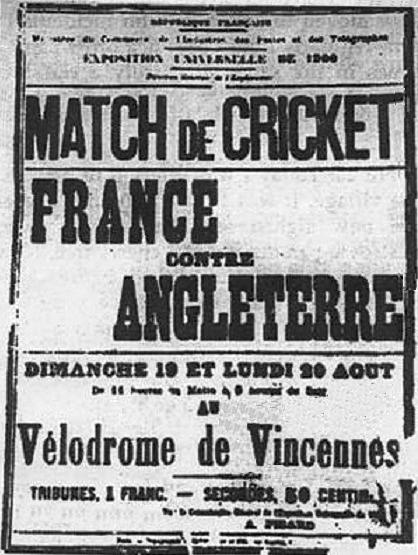
Pòster d'un partit olímpic de criquet

Amb l'abandonament dels equip dels Països Baixos i de Bèlgica, només dos equips disputaren la competició. Una selecció dels clubs parisencs Albion Cricket Club i Standard Athletic Club, formats quasi exclusivament per expatriats britànics a la capital francesa, i una selecció de sud-est d'Anglaterra anomenat Devon and Somerset Wanderers, que finalment s'emportaren el triomf.

### Croquet
El torneig de croquet fou notable i va veure la primera aparició de les dones a nivell olímpic. Madame Despres, Madame Filleaul Brohy i Mademoiselle Ohnier foren eliminades a la primera ronda, juntament amb el belga Marcel Haentjens, l'únic representant no francès.

### Esgrima

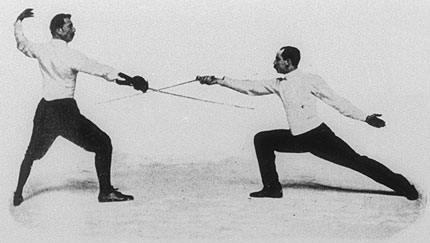
Italo Santelli (esquerra) i Jean-Baptiste Mimiague competeixen en la prova de floret

Dinou nacions foren representades a les proves d'esgrima, les quals es disputaren en uns terrenys propers a l'Exposició Universal. Juntament amb l'atletisme fou l'esport que reuní més participants forans.
Els tiradors francesos foren els dominadors de la competició, acompanyats per triomfs de cubans i italians. Les primeres rondes de la competició, com era habitual en aquells temps, la classificació dels contendents fou un xic confusa. Mentre alguns tiradors foren eliminats sense perdre cap partit, d'altres, que havien estat derrotats, progressaren cap a les següents rondes.
Les proves foren:
- Floret : 122 participants amb 36 estrangers, arribats principalment d'Itàlia i Bèlgica.

Començaren el 14 de maig i es disputaren a la sala de festes de l'Exposició del Camp de Mart de París. S'organitzen, tant proves amateurs (alumnes) com professionals (professors). França dominà acompanyada d'Itàlia.
- Espasa : 155 tiradors, amb 18 estrangers.

Aquesta competició fou organitzada a la terrassa del Jardí de les Teuleries.
- Sabre : 88 inscrits amb 59 estrangers.

Poc practicat a França, el sabre fou dominat per les nacions estrangeres, principalment per Itàlia. Les proves es disputaren a la sala de festes de l'Exposició del Camp de Mart de París.

### Joc d'estirar la corda

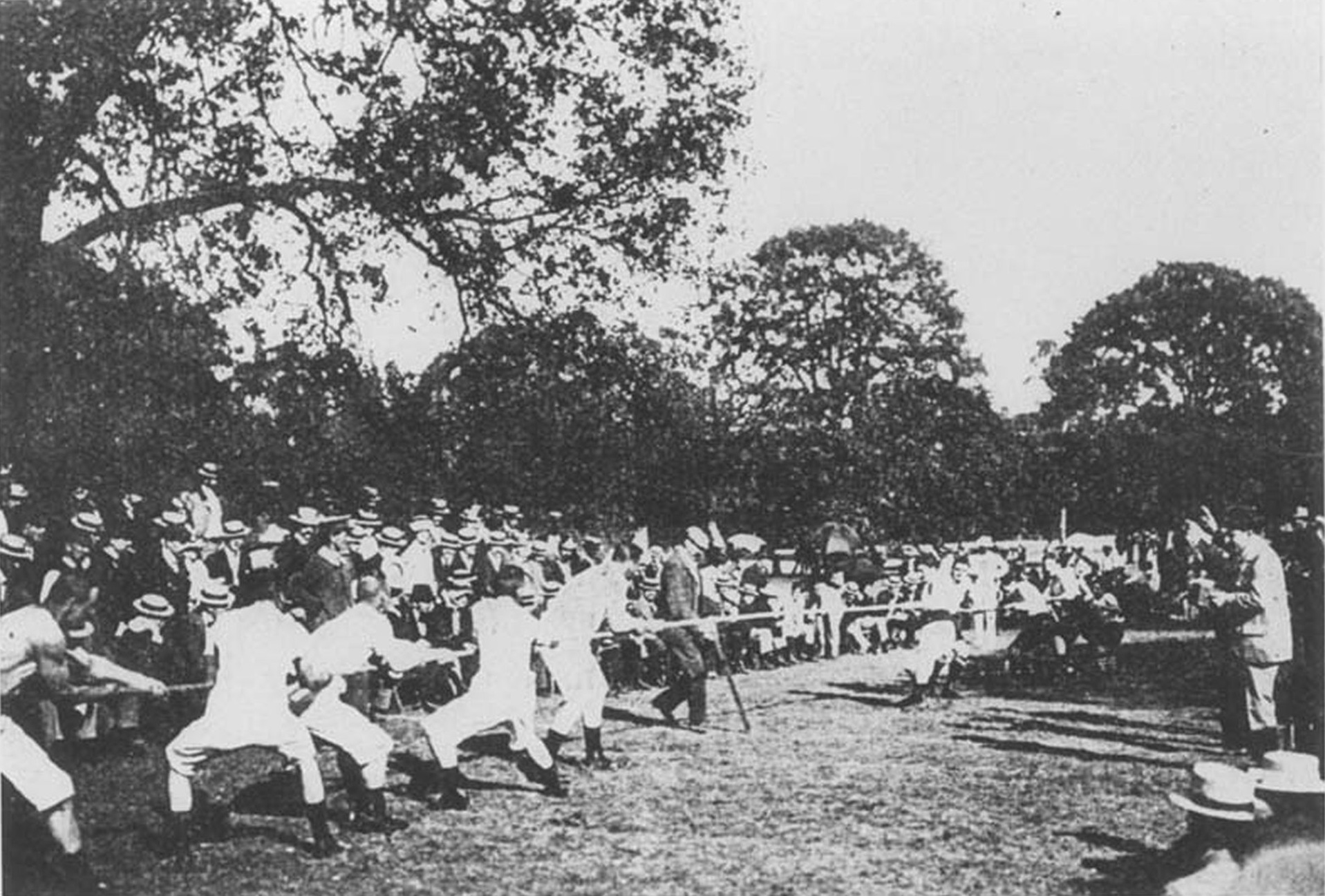
El combinat sueco-danès derrota França per la medalla d'or del joc d'estirar la corda

La prova del joc d'estirar la corda fou organitzada juntament amb les d'atletisme a la Croix-Catelan. Els tres participants americans, participaren en la prova de llançament de martell i no es presentaren a aquesta, essent substituïts per un equip escandinau, que a la fi en resultaria vencedor.

### Futbol
Per primer cop es disputà una competició de futbol als Jocs Olímpics.
Hi participaren tres clubs i es disputà al Velòdrom de Vincennes. El Club français, campió de París fou el representant de França. Els campions, però foren els amateurs londinencs de l'Upton Park FC. Tot i no ser l'esport més popular del moment, entre 500 i 1500 persones assistiren als partits.

### Gimnàstica
L'any 1900, juntament amb el ciclisme, la gimnàstica era l'esport més popular. Fou per aquest motiu que fou aquest esport el que tingué el privilegi d'inaugurar el velòdrom de Vincennes.
A l'escalf de l'exposició es disputaren 4 competicions:
- El 3 i 4 de juny es disputà la festa federal de la Union des sociétés de gymnastique de France' amb la participació de 8.050 gimnastes de tot el país.
- El 7 de juny se celebraren els concursos escolars.
- El 29 i 30 de juliol les proves internacionals individuals de gimnàstica.
- El 2 de setembre el concurs de l'Association des sociétés de gymnastique del Sena.

El Concurs Internacional individual (la prova olímpica oficial) comptà amb la participació de 135 gimnastes. Es realitzaren un total de 16 proves o exercicis, algun dels quals, avui dia formen part de l'atletisme o l'halterofília. El vencedor fou el francès Gustave Sandras. De fet, els francesos dominaren àmpliament la competició, el primer estranger fou un suís i es classificà en la posició 19.

### Golf
Les proves de golf foren organitzades a Compiègne. Més encara que el tennis, el golf era per aquells temps l'esport de l'aristocràcia i dels milionaris. La competició a París fou dominada per americans i britànics. Entre ells, Margaret Ives Abbott, una estudiant de Chicago, guanyà la prova femenina a nou forats. Margaret, però, va morir el 1955 desconeixedora d'haver jugat uns Jocs Olímpics, i de ser, de fet, la primera americana campiona olímpica.

### Hípica
Les proves d'hípica van fer el seu debut als Jocs en aquesta edició. Fou organitzada per la Société hippique française, i es disputà a Breteuil, on es construí un hipòdrom provisional. 8 països hi foren representats, França (103 participants), Bèlgica (29), Itàlia (15), Rússia (6), Estats Units (5). Espanya, Alemanya i Àustria aportaren un únic participant. La guerra dels Bòers impedí la participació de genets britànics. Es disputaren tres proves. El genet italià Giovanni Giorgio Trissino guanyà una medalla d'or i una de plata.

### Natació

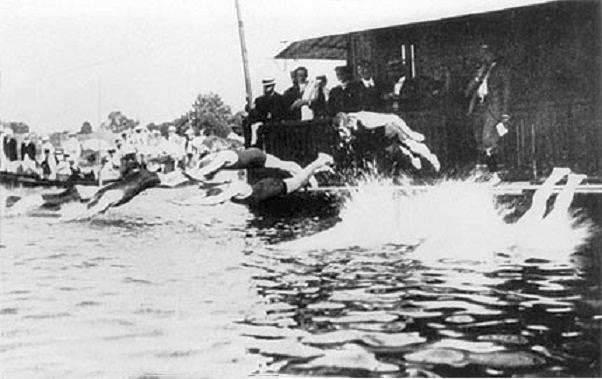
Cursa de natació al riu Sena

Les proves de natació dels jocs es disputaren a les aigües del riu Sena entre Courbevoie i el pont d'Asnières-sur-Seine. Hi van prendre part 183 nedadors, inclosos 66 estrangers, sota la presència d'uns 5.000 espectadors. Al nedar a favor del corrent del riu, feu que s'assolissin grans temps. John Arthur Jarvis de Gran Bretanya, Frederick Lane d'Austràlia i l'alemany Ernst Hoppenberg guanyaren dos títols cadascun. Es disputaren un parell de proves curioses, com la cursa amb obstacles, que incloïa nedar sota l'aigua o escalar per damunt d'uns bots. L'altra fou la natació subaquàtica. Segons una nota oficial, l'hongarès Zoltán Halmay usà una tècnica nova (el crol), inèdita fins aleshores, que havia estat introduïda a Hongria per nedadors australians.

### Pilota basca

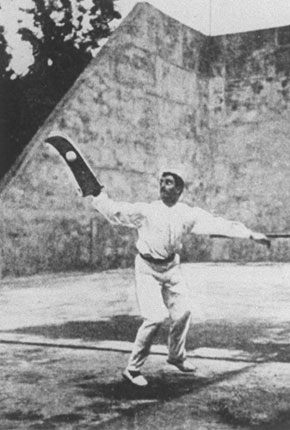
Un competidor de pilota al torneig

Es disputà la modalitat de xistera (chistera), en l'única aparició d'aquest esport al programa olímpic. Els espanyols Amezola i Villota guanyaren la primera medalla d'or pel seu país. Les proves es disputaren a Neuilly-sur-Seine el 17, 19 i 21 de juny. També es disputaren proves de pilota a mà i xistera professional que no són considerats oficials.

### Polo
Les proves de polo es disputaren al Polo Club de Bagatelle. La guerra dels Bòers provà la competició de nombrosos equips britànics, australians i d'Amèrica del Sud. En total es disputaren vuit tornejos però només el Grand Prix Internationale de l'Exposition es compta com a oficial. El participants, com a la majoria d'esports d'equip, foren clubs i no països, i els vencedors foren els Foxhunters, un club compost per anglesos, irlandesos i americans. Mèxic guanyà la seva primera medalla olímpica en aquesta competició, un bronze.

### Rem
Les competicions de rem es van disputar al Riu Sena. Com va succeir a moltes proves, el rem no va estar exclòs de polèmica. A la prova de quatre amb timoner, els oficials canviaren els criteris de classificació diverses vegades. La primera final es disputà sense molts dels classificats que s'havien retirat en protesta per l'augment de 4 a 6 del nombre de bots que havien de disputar la final. Els oficials decidiren, aleshores, disputar una segona final amb els equips que s'havien retirat. Ambdós són considerats campions olímpics.
Per tal de competir amb el menor pes possible, moltes tripulacions reclutaren nens locals per fer de timoners. La majoria d'aquests nens resten a l'anonimat però es creu que han estat els esportistes més joves que han participat en uns Jocs Olímpics.

### Rugbi

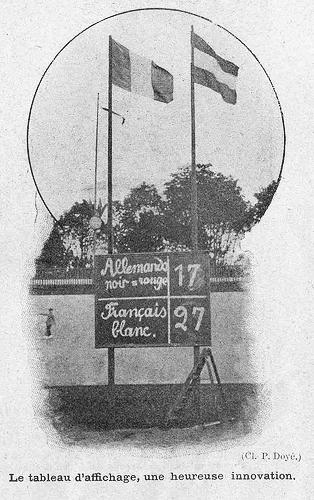
Marcador amb el resultat del partit França-Alemanya

Tres equips participaren en el torneig de rugbi, que es disputà al velòdrom de Vincennes davant 6000 espectadors. L'equip francès derrotà el club de la ciutat alemanya de Frankfurt i al Moseley Wanderers anglès. Els anglesos del Moseley havien jugat un partit a Anglaterra el dia abans del viatge a París. Arribaren al matí, jugaren al vespre i tornaren a marxar el matí següent. El partit amb l'equip alemany fou cancel·lat i ambdós clubs obtingueren la medalla d'argent. En franco-haitià Constantin Henriquez de Zubiera fou el primer atleta negre en participar en els Jocs i el primer medallista d'or. Uns mesos abans havia participat en la prova del joc d'estirar la corda.

### Tennis

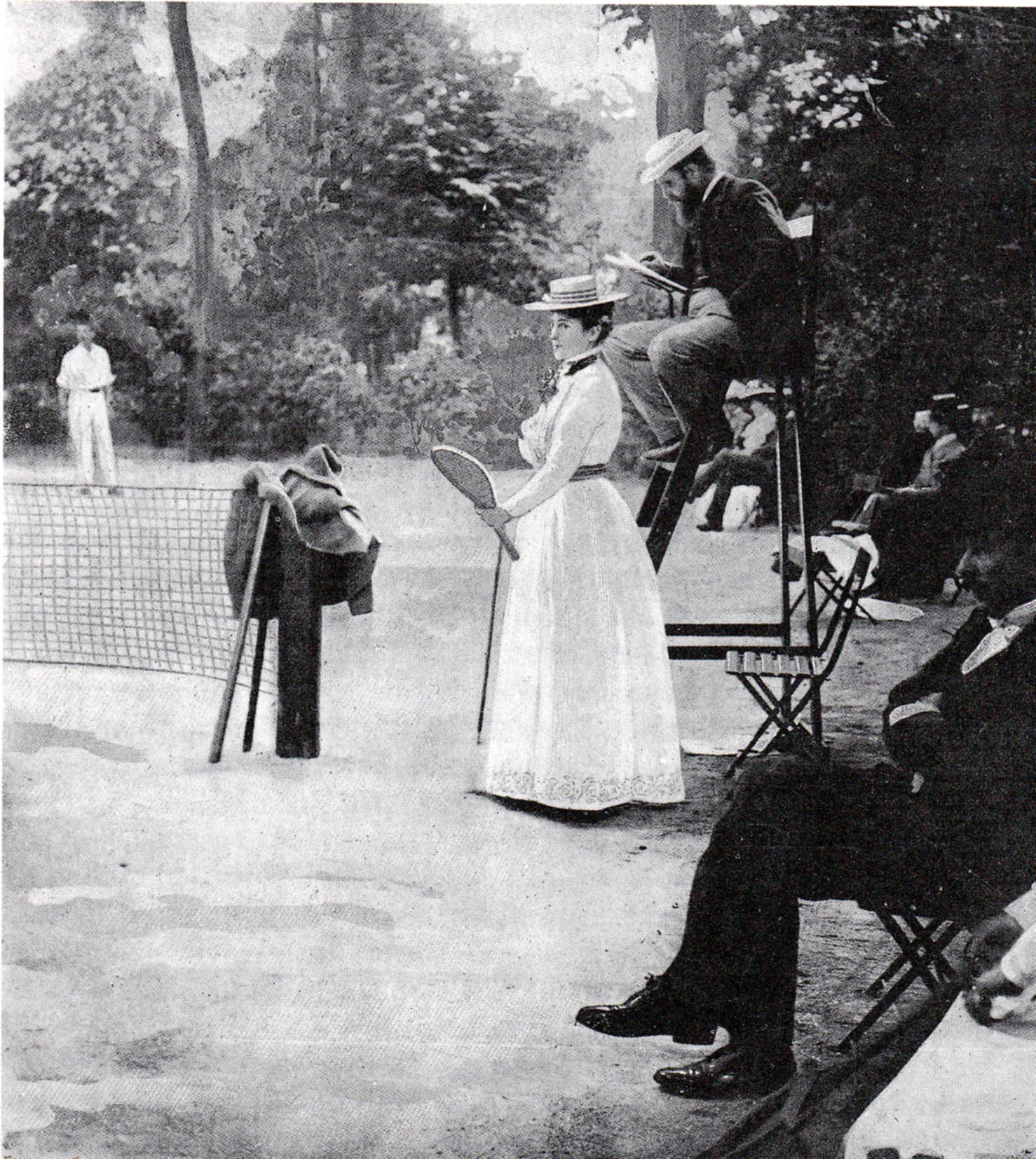
Charlotte Cooper, la primera campiona olímpica

El torneig de tennis dels Jocs fou una de les competicions esportives de major qualitat que es disputà. Es jugà a l'illa de Puteaux, aleshores illa de Rotschild, la qual disposava de deu pistes de terra batuda. En total foren 73 tennistes, 15 d'ells dones. Les dones van participar per primer cop als Jocs en aquesta edició, més concretament a les proves de tennis i golf. La tennista britànica Charlotte Cooper (tres cops campiona a Wimbledon) fou la primera campiona olímpica femenina de la història en guanyar la competició individual (fou l'11 de juliol) i la de dobles. Els britànics foren els grans dominadors de la competició. De fet, en categoria masculina els quatre semifinalistes foren britànics, i tres d'ells passats o futurs campions a Wimbledon, entre ells els germans Lawrence Doherty i Reginald Doherty.

### Tir
Les proves de tir es disputaren al camp militar de Satory i acolliren a 6.000 participants. El Concurs Internacional fou organitzat conjuntament amb el 7è concurs nacional. El concurs internacional fou dominat per suïssos i escandinaus. El suís Konrad Stäheli fou un dels destacats dels Jocs amb tres títols i portant el seu país al capdamunt del medaller de tir. En total sis nacions assoliren medalles.
Una de les proves curioses que es disputaren fou la de tir a l'ocell (viu), tot i que no és reconeguda pel COI com a oficial. Va tenir lloc al bois de Boulogne. Es van inscriure 198 tiradors de 7 països: Bèlgica, Estats Units, Espanya, França, Gran Bretanya i Itàlia. El belga Leon Lunden disparà 21 ocells guanyant el campionat. A més d'aquesta es disputaren una trentena de proves no oficials més.

### Tir amb arc

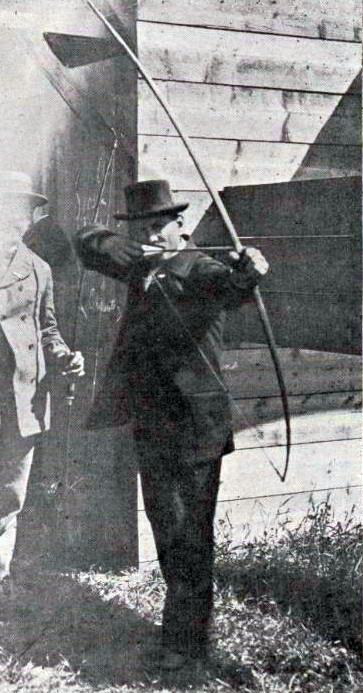
Prova de tir amb arc el 1900

La història de les competicions de tir amb arc als Jocs de 1900 és extremadament confosa. El COI reconeix avui dia 6 proves amb estatus olímpic complet, però sembla que un mínim d'altres vuit proves es disputaren.
150 arquers participaren en les 6 proves oficials, però 5.254 arquers (200 d'ells estrangers) participaren en la competició sencera. Les proves se celebraren entre el 28 de maig i el 20 d'agost, a l'antic velòdrom de Vincennes. El belga Hubert van Innis guanyà dues medalles d'or i una d'argent, que completà amb més medalles obtingudes vint anys més tard a Anvers.

### Vela

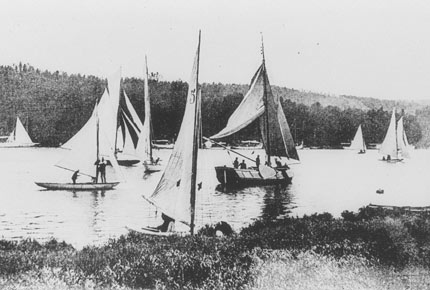
Regata olímpica

Les proves de vela en els Jocs del 1900 diferiren fortament de les que es disputaren la resta d'edicions. A la majoria de classes es disputaren dues finals, on els bots foren assignats en funció de handicaps segons el seu pes. El COI avui dia reconeix el vencedor de la primera cursa, excepte en la classe de 10-20 tones, on es decidí sumar els temps de tres curses.
Les proves es disputaren, tant al riu Sena, a Meulan, com al mar, a Le Havre. Les medalles foren repartides entre 5 nacions, on destacaren França i Gran Bretanya. A Meulan participaren els velers de menys de 10 tones, en total 66 bots. A Le Havre hi participaren els velers de més de 10 tones, sota l'organització de la Société des régates du Havre. Es disputaren dues categories, de 10 a 20 tones i més de 20.

### Waterpolo
Les proves de waterpolo s'organitzaren a Courbevoie, i fou guanyat fàcilment per l'equip britànic de l'Osborne Swimming Club que marcà 29 gols, encaixant-ne només 3 en els 3 partits que disputà. Les proves es disputaren davant uns 5.000 espectadors. Un britànic, Thomas Burgess, que participà en les proves de natació amb el seu país, participà amb l'equip francès Libellule de Paris en el waterpolo.

### Altres esdeveniments
Els Jocs del 1900 no foren organitzats per cap comitè olímpic, sinó com un pedaç de l'Exposició Universal. És per aquest motiu que foren incloses moltes especialitats sense cap criteri concret, i sense complir els requeriments que més tard es van exigir a les proves olímpiques. La decisió de quines proves són oficials, no oficials o de demostració són preses pel comitè organitzador sota la supervisió del COI. En absència d'una autoritat que decidís aquesta distinció en el seu temps, cap decisió es va prendre al respecte. Fou posteriorment que el COI feu la divisió entre les proves oficials i les que no.

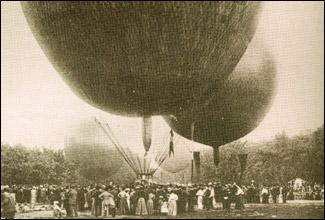
Prova de curses de globus.

Algunes proves no considerades oficials foren:
- Pesca
- Globus aerostàtics
- Boules
- Tir de canó
- Lluita amb foc
- Vol d'estel
- Salvament
- Longue paume
- Automobilisme, es disputaren proves de resistència a Vincennes; i la cursa Paris-Toulouse-Paris de 1.448 km.
- Motociclisme
- Motonàutica
- Curses d'ocells

## Medaller
Tot i que en aquesta edició no existien les medalles d'or, plata i bronze, ni, per tant, medaller oficial, els analistes posterior han creat un medaller final a semblança dels Jocs actuals per poder comparar aquests jocs amb les edicions posteriors. Els premis que s'entregaren foren copes o trofeus. Els professionals van competir en esgrima i el vencedor va rebre un premi econòmic de 3.000 francs.
(País amfitrió ressaltat.)
| Jocs Olímpics d'estiu 1900 | Jocs Olímpics d'estiu 1900 | Jocs Olímpics d'estiu 1900 | Jocs Olímpics d'estiu 1900 | Jocs Olímpics d'estiu 1900 | Anells Olímpics |
| Posició                    | País                       | Or                         | Plata                      | Bronze                     | Total           |
| 1                          | França                     | 26                         | 41                         | 34                         | 92              |
| 2                          | Estats Units               | 19                         | 14                         | 14                         | 47              |
| 3                          | Regne Unit                 | 15                         | 6                          | 9                          | 30              |
| 4                          | Equip mixt                 | 6                          | 3                          | 3                          | 12              |
| 5                          | Suïssa                     | 6                          | 2                          | 1                          | 9               |
| 6                          | Bèlgica                    | 5                          | 5                          | 5                          | 15              |
| 7                          | Alemanya                   | 4                          | 2                          | 2                          | 8               |
| 8                          | Itàlia                     | 2                          | 1                          | 0                          | 3               |
| 9                          | Austràlia                  | 2                          | 0                          | 3                          | 5               |
| 10                         | Dinamarca                  | 1                          | 3                          | 2                          | 6               |
| 10                         | Hongria                    | 1                          | 3                          | 2                          | 6               |

### Medallistes més guardonats

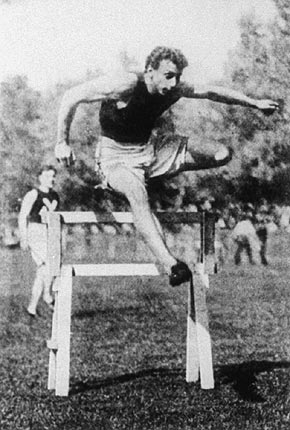
Alvin Kraenzlein quàdruple vencedor

Categoria masculina
| Nom              | CON          | Disciplina  | Or | Plata | Bronze | Total |
| Irving Baxter    | Estats Units | Atletisme   | 2  | 3     | 0      | 5     |
| Walter Tewksbury | Estats Units | Atletisme   | 2  | 2     | 1      | 5     |
| Alvin Kraenzlein | Estats Units | Atletisme   | 4  | 0     | 0      | 4     |
| Konrad Stäheli   | Suïssa       | Tir olímpic | 3  | 0     | 1      | 4     |
| Ray Ewry         | Estats Units | Atletisme   | 3  | 0     | 0      | 3     |

Categoria femenina
| Nom                  | CON          | Disciplina | Or | Plata | Bronze | Total |
| Charlotte Cooper     | Estats Units | Tennis     | 2  | 0     | 0      | 2     |
| Hélène Prévost       | França       | Tennis     | 0  | 2     | 0      | 2     |
| Marion Jones         | Estats Units | Tennis     | 0  | 0     | 2      | 2     |
| Hedwiga Rosenbaumová | Bohèmia      | Tennis     | 0  | 0     | 2      | 2     |